# Veatríki Sarrí
Veatríki Sarrí, (en grec moderne : Βεατρίκη Σαρρή), née le 1er janvier 1998 à La Canée en Grèce, est une footballeuse internationale grecque qui joue en tant qu'attaquante pour le club anglais de Birmingham City dans le Championnat d'Angleterre féminin de football. Elle a auparavant joué pour le club de Leeds United en 2017.

## Biographie
Le 15 juillet 2022, Veatríki Sarrí quitte Birmingham City pour signer à Brighton & Hove Albion pour deux ans,.